# EXILE EX-PRESS
『EXILE EX-PRESS』（エグザイル エクスプレス）は、2011年10月1日から2015年12月26日まで、JFN系列で放送されていたラジオ番組。EXILEの冠番組で、メンバーの松本利夫がメインパーソナリティを務めていた。
本項目では、前身番組として2008年4月から2011年9月までJFN系列で放送された『One Step Beyond』（ワン ステップ ビヨンド）についても記載する。

## 番組概要
「夜空を進む銀河鉄道」をコンセプトとしており、架空の14両編成の列車「EXILE EX-PRESS」に、MATSUを車掌、EXILEの他のメンバーを乗務員、番組のリスナーを乗客とした設定の下で、MATSUが各車両を移動する形で進められる番組である。
番組では、EXILEの新曲紹介や最新情報を伝えるだけでなく、メンバーの思い出のある1曲を紹介するコーナーやリスナー参加型の企画で構成されている。

## 放送時間
- JFN系列38局：土曜日 22:30 - 22:55（JST・2015年10月以降前半パートはKOSÉ MUSIC ON THE EDGEを放送）

### 休止・短縮
- 2013年5月4日は、『ALL TOGETHER NOW 2013 by LION』のJFN系列一律放送のため休止。
- 2013年6月1日 - 22日は、『au PERFECT SYNC. JUSTA RADIO』のため22:00 - 22:30の短縮放送。
- 2013年9月28日は、radio CUBEとの共同制作による『伊勢神宮式年遷宮』関連番組放送の為休止。
- 2013年11月9日は、『三菱商事 presents FM FESTIVAL 2013 未来授業〜明日の日本人たちへ〜「ニッポンの転換点・未来を創る」』の放送のため休止。
- 2013年12月28日は、『TOKYO FM 夢の第九コンサート2013』の放送のため休止。
- 2014年3月29日は、『Special Flight JET STREAM 2014 LIVE IN CONCERT』の放送のため休止。
- 2014年8月16日は、『TOKYO FM・fm nagasaki 共同制作 軍艦島閉山40周年特別番組「Hashima on my mind〜ふるさとの記憶〜」』の放送のため休止。

### 過去の放送時間
- JFN系列38局：土曜日 22:00 - 22:55（2011年10月〜2014年9月）

## 主なコーナー
MUSIC TRAIN
- EXILEのメンバーが思い出のある曲をエピソードを交えながら紹介するコーナー。

EX-CALL!
- リスナーとの生電話コーナー。

EXILE EX-PRESS 愛の診察室
- リスナーから寄せられる恋愛などの悩みに、EXILEのメンバーが答えるコーナー。
- BGMに「ただ…逢いたくて」のオルゴールVer.が使われている。

ものまねクイズ
- 出演するメンバーがタレントなどのものまねをして、誰の真似か当てるコーナー。

NAOKIのLet's sing a song
- NAOKIによるコーナー。リスナーから寄せられた曲をギターで語り弾きするコーナー。

KEIJIのおちょこちゃい伝説
- KEIJIによるコーナー。リスナーからのおちょこちゃいな出来事を紹介するコーナー。

## ゲスト
- 2015年12月現在、EXILEメンバーの中で出演回数が多いのはSHOKICHI(16回)。
- 2012年6月16日、TAKAHIROと共に三代目J Soul Brothersのメンバー登坂広臣が出演。EXILEメンバー以外の人物が出演するのは初となった。

## One Step Beyond
『One Step Beyond』（ワン ステップ ビヨンド）は、2008年4月から2011年9月までJFN系列の放送局で放送されたラジオ番組である。『EXILE EX-PRESS』と同様、EXILEのMATSUがパーソナリティを務めた。
番組はMATSUが単独出演する場合がほとんどで、EXILEのメンバーやLDH所属アーティストが不定期にゲスト出演した。
なお、2011年の東日本大震災により番組は震災直後から3月中は休止および放送内容を変更して放送した。

### ネット局・放送時間
放送局および放送時間は2011年9月に終了した時点のもの。
| 放送対象地域  | 放送局                 | 放送時間                                                  |
| ------------- | ---------------------- | --------------------------------------------------------- |
| 青森県        | FM青森                 | 木曜日 19:30 - 19:55                                      |
| 秋田県        | FM秋田                 | 水曜日 19:30 - 19:55                                      |
| 岩手県        | FM岩手                 | 土曜日 18:00                                              |
| 山形県        | Rhythm Station         | 金曜日 21:30 - 22:00                                      |
| 福島県        | ふくしまFM             | 木曜日 21:30 - 21:55                                      |
| 栃木県        | RADIO BERRY            | 金曜日 20:00 - 20:30                                      |
| 群馬県        | FMぐんま               | 金曜日 19:30 - 20:00                                      |
| 東京都        | TOKYO FM               | 土曜日 20:30 - 20:55                                      |
| 新潟県        | FM-NIIGATA             | 本放送：水曜日 11:30 - 11:55 再放送：日曜日 18:00 - 18:30 |
| 長野県        | FM長野                 | 金曜日 20:30 - 20:55                                      |
| 石川県        | HELLO FIVE             | 土曜日 9:30 - 9:55                                        |
| 福井県        | FM福井                 | 木曜日 20:00 - 20:30                                      |
| 岐阜県        | Radio80                | 土曜日 20:30 - 21:00                                      |
| 三重県        | レディオキューブFM三重 | 水曜日 20:00 - 20:30                                      |
| 兵庫県        | Kiss FM KOBE           | 土曜日 18:00 - 18:30                                      |
| 島根県 鳥取県 | V-air                  | 水曜日 20:30 - 20:30                                      |
| 岡山県        | FM岡山                 | 日曜日 22:00 - 22:30                                      |
| 広島県        | HFM                    | 金曜日 5:00 - 5:30                                        |
| 山口県        | FMY                    | 金曜日 20:30 - 20:55                                      |
| 香川県        | FM香川                 | 日曜日 18:30 - 18:55                                      |
| 徳島県        | FM徳島                 | 木曜日 21:30 - 21:55                                      |
| 高知県        | Hi-Six                 | 金曜日 21:30 - 21:55                                      |
| 熊本県        | FMK                    | 木曜日 21:00 - 21:30                                      |
| 大分県        | FM大分                 | 日曜日 9:30 - 9:55                                        |
| 宮崎県        | JOY FM                 | 水曜日 21:30                                              |
| 沖縄県        | FM沖縄                 | 土曜日 22:00-22:55                                        |